# Reynolds Strait
Die Reynolds Strait ist eine am Rand des Getz-Schelfeises vor der Hobbs-Küste des westantarktischen Marie-Byrd-Lands liegende Meerenge. Sie trennt Forrester Island im Norden von Grant Island und Shepard Island im Süden.
Die Entdeckung dieses Seewegs, der dabei einer Tiefenlotung unterzogen wurde, fiel zusammen mit derjenigen von Forrester Island am 4. Februar 1962 von Bord des Eisbrechers USS Glacier unter Kapitän Edwin Anderson McDonald (1907–1988). Das Advisory Committee on Antarctic Names benannte die Meerenge 1974 nach Lieutenant Commander Ralph R. Reynolds (1938–1973), verantwortlicher Offizier für die Kernreaktoreinheit auf der McMurdo-Station im Jahr 1970.